# Discografia di Carl Brave
La discografia di Carl Brave, cantautore e rapper italiano, è costituita da quattro album in studio, due EP, ventisette singoli e diciassette video musicali (inclusi quelli come artista ospite), pubblicati dal 2016.

## Album in studio
| Anno | Titolo | Classifiche | Certificazioni     | Unità           |
| Anno | Titolo | ITA         | Certificazioni     | Unità           |
| ---- | --- | ----------- | ------------------ | --------------- |
| 2018 | Notti brave - Pubblicato: 11 maggio 2018 - Etichetta: Universal - Formati: CD, download digitale                 | 1           | - ITA: Platino (2) | - ITA: 100 000+ |
| 2020 | Coraggio - Pubblicato: 9 ottobre 2020 - Etichetta: Universal - Formati: CD, download digitale                    | 2           | - ITA: Platino     | - ITA: 50 000+  |
| 2023 | Migrazione - Pubblicato: 9 giugno 2023 - Etichetta: Columbia, Universal - Formati: CD, download digitale         | 22          |                    |                 |
| 2025 | Notti brave amarcord - Pubblicato: 25 aprile 2025 - Etichetta: Warner Italy - Formati: CD, LP, download digitale | 28          |                    |                 |

## Extended play
| Anno | Titolo | Classifiche | Certificazioni | Unità          |
| Anno | Titolo | ITA         | Certificazioni | Unità          |
| ---- | --- | ----------- | -------------- | -------------- |
| 2018 | Notti brave (After) - Pubblicato: 30 novembre 2018 - Etichetta: Island, Universal - Formati: CD, download digitale | 10          | - ITA: Platino | - ITA: 50 000+ |
| 2021 | Sotto cassa - Pubblicato: 20 settembre 2021 - Etichetta: Island, Universal - Formati: download digitale            | 98          |                |                |

## Singoli

### Come artista principale
| Anno                                                         | Titolo                                               | Classifiche | Certificazioni       | Unità           | Album di provenienza |
| Anno                                                         | Titolo                                               | ITA         | Certificazioni       | Unità           | Album di provenienza |
| ------------------------------------------------------------ | ---------------------------------------------------- | ----------- | -------------------- | --------------- | -------------------- |
| 2016                                                         | Non importa (con Seany126)                           | —           |                      |                 | /                    |
| 2016                                                         | Santo Graal (feat. Franco126)                        | —           |                      |                 | /                    |
| 2017                                                         | E10 (con Pretty Solero)                              | —           |                      |                 | /                    |
| 2018                                                         | Fotografia (feat. Francesca Michielin e Fabri Fibra) | 6           | - ITA: Platino (3)   | - ITA: 150 000+ | Notti brave          |
| 2018                                                         | Posso (feat. Max Gazzè)                              | 13          | - ITA: Platino (2)   | - ITA: 100 000+ | Notti brave          |
| 2019                                                         | Merci                                                | 39          | - ITA: Platino       | - ITA: 50 000+  | Notti brave          |
| 2019                                                         | Non ci sto (con Shablo e Marracash)                  | 7           | - ITA: Platino       | - ITA: 70 000+  | /                    |
| 2020                                                         | Che poi                                              | 8           | - ITA: Platino       | - ITA: 70 000+  | Coraggio             |
| 2020                                                         | Regina Coeli                                         | 30          | - ITA: Oro           | - ITA: 35 000+  | Coraggio             |
| 2020                                                         | Spigoli (con Mara Sattei e Tha Supreme)              | 1           | - ITA: Platino (3)   | - ITA: 210 000+ | Coraggio             |
| 2020                                                         | Fratellì                                             | —           |                      |                 | Coraggio             |
| 2020                                                         | Parli parli (con Elodie)                             | 34          | - ITA: Platino       | - ITA: 70 000+  | Coraggio             |
| 2021                                                         | Makumba (con Noemi)                                  | 4           | - ITA: Platino (3)   | - ITA: 210 000+ | Metamorfosi          |
| 2021                                                         | Matrimonio Gipsy (feat. Myss Keta e Speranza)        | —           |                      |                 | Sotto cassa          |
| 2022                                                         | La svolta                                            | —           | /                    |                 |                      |
| 2022                                                         | Insulti                                              | —           | /                    |                 |                      |
| 2022                                                         | Cristo di Rio (con Max Gazzè)                        | —           | /                    |                 |                      |
| 2022                                                         | Hula-Hoop (con Noemi)                                | 35          | /                    | - ITA: Platino  | - ITA: 100 000+      |
| 2023                                                         | Remember                                             | —           |                      |                 | Migrazione           |
| 2023                                                         | Lieto fine                                           | —           |                      |                 | Migrazione           |
| 2025                                                         | Morto a galla                                        | —           | Notti brave amarcord |                 |                      |
| 2025                                                         | Perfect (feat. Sarah Toscano)                        | 62          | Notti brave amarcord |                 |                      |
| "—" indica una pubblicazione non classificata in quel paese. |                                                      |             |                      |                 |                      |

### Come artista ospite
| Anno                                                         | Titolo                                                 | Classifiche | Certificazioni     | Unità           | Album di provenienza        |
| Anno                                                         | Titolo                                                 | ITA         | Certificazioni     | Unità           | Album di provenienza        |
| ------------------------------------------------------------ | ------------------------------------------------------ | ----------- | ------------------ | --------------- | --------------------------- |
| 2019                                                         | Vivere tutte le vite (Elisa feat. Carl Brave)          | 22          | - ITA: Platino (2) | - ITA: 140 000+ | Diari aperti                |
| 2020                                                         | Marionette (Random feat. Carl Brave)                   | 52          |                    |                 | Montagne russe              |
| 2020                                                         | Un'altra brasca (DJ Gengis feat. Gemello e Carl Brave) | —           | Beat Coin          |                 |                             |
| 2021                                                         | Regole (Lil Jolie feat. Carl Brave)                    | —           | Bambina            |                 |                             |
| 2021                                                         | Di notte (Ernia feat. Carl Brave e Sfera Ebbasta)      | 17          | - ITA: Platino     | ITA: 70000+     | Gemelli (ascendente Milano) |
| "—" indica una pubblicazione non classificata in quel paese. |                                                        |             |                    |                 |                             |

## Altri brani entrati in classifica e/o certificati
| Anno | Titolo                             | Classifiche | Certificazioni | Unità          | Album di provenienza |
| Anno | Titolo                             | ITA         | Certificazioni | Unità          | Album di provenienza |
| ---- | ---------------------------------- | ----------- | -------------- | -------------- | -------------------- |
| 2018 | Professoré                         | 41          |                |                | Notti brave          |
| 2018 | Vita                               | 28          | - ITA: Platino | - ITA: 50 000+ | Notti brave          |
| 2018 | Pub Crawl                          | 44          | - ITA: Oro     | - ITA: 25 000+ | Notti brave          |
| 2018 | Piano Noisy                        | 74          |                |                | Notti brave          |
| 2018 | Noi                                | 32          | - ITA: Oro     | - ITA: 25 000+ | Notti brave          |
| 2018 | La cuenta (con Franco126)          | 43          |                |                | Notti brave          |
| 2018 | E10 (con Pretty Solero & B)        | 57          |                |                | Notti brave          |
| 2018 | Bretelle (con Emis Killa)          | 45          |                |                | Notti brave          |
| 2018 | Scusa (con Ugo Borghetti & B)      | 72          |                |                | Notti brave          |
| 2018 | Malibu (con Gemitaiz)              | 11          | - ITA: Platino | - ITA: 50 000+ | Notti brave          |
| 2018 | Parco Gondar (con Coez)            | 21          | - ITA: Oro     | - ITA: 25 000+ | Notti brave          |
| 2018 | Camel blu (con Giorgio Poi)        | 22          | - ITA: Platino | - ITA: 50 000+ | Notti brave          |
| 2018 | Chapeau (feat. Frah Quintale)      | 13          | - ITA: Platino | - ITA: 50 000+ | Notti brave          |
| 2018 | Comunque                           | 60          |                |                | Notti brave (After)  |
| 2018 | Mezzo cocktail (con Ugo Borghetti) | 75          |                |                | Notti brave (After)  |
| 2018 | Spunte blu (con Gué Pequeno)       | 21          | - ITA: Oro     | - ITA: 25 000+ | Notti brave (After)  |
| 2018 | Ridere di noi (con Luchè)          | 44          | - ITA: Oro     | - ITA: 25 000+ | Notti brave (After)  |
| 2020 | Eccaallà                           | 78          |                |                | Coraggio             |
| 2020 | Shangai                            | 41          | - ITA: Oro     | - ITA: 35 000+ | Coraggio             |
| 2020 | Gemelli                            | 97          |                |                | Coraggio             |

## Collaborazioni
| Anno                                                         | Titolo                                                                    | Classifiche | Certificazioni              | Unità          | Album di provenienza |
| Anno                                                         | Titolo                                                                    | ITA         | Certificazioni              | Unità          | Album di provenienza |
| ------------------------------------------------------------ | ------------------------------------------------------------------------- | ----------- | --------------------------- | -------------- | -------------------- |
| 2017                                                         | Canadair (Ketama126 feat. Carl Brave)                                     | —           |                             |                | Oh Madonna           |
| 2018                                                         | Senza cuore & senza nome (Emis Killa feat. Carl Brave)                    | 27          | Supereroe                   |                |                      |
| 2018                                                         | Codice Pin (Gemitaiz feat. Carl Brave)                                    | —           | QVC8                        |                |                      |
| 2019                                                         | Impressione (Rkomi feat. Carl Brave)                                      | 21          | Dove gli occhi non arrivano |                |                      |
| 2020                                                         | Star Trek (Francesca Michielin feat. Carl Brave)                          | —           | Feat (stato di natura)      |                |                      |
| 2020                                                         | Parte di me (Gué Pequeno feat. Carl Brave)                                | —           | - ITA: Oro                  | - ITA: 35 000+ | Mr. Fini             |
| 2020                                                         | Neve (Vale Lambo feat. Carl Brave)                                        | —           |                             |                | Come il mare         |
| 2020                                                         | Rollercoaster (Gemitaiz feat. Carl Brave)                                 | —           | QVC9                        |                |                      |
| 2021                                                         | Sogni lucidi (Mace feat. Carl Brave e Rosa Chemical)                      | 33          | OBE                         |                |                      |
| 2021                                                         | Bugie (Madame feat. Rkomi e Carl Brave)                                   | 15          | - ITA: Platino              | - ITA: 70 000+ | Madame               |
| 2021                                                         | Cielo nero (Random feat. Carl Brave e Samurai Jay)                        | —           |                             |                | Nuvole               |
| 2021                                                         | Crisalide (Beba feat. Carl Brave)                                         | —           | Crisalide                   |                |                      |
| 2021                                                         | Caffelatte (Rocco Hunt feat. Carl Brave)                                  | —           | Rivoluzione                 |                |                      |
| 2022                                                         | Mosaici (Sick Luke feat. Gaia e Carl Brave)                               | —           | X2                          |                |                      |
| 2022                                                         | Tetris (Mara Sattei feat. Carl Brave)                                     | —           | Universo                    |                |                      |
| 2022                                                         | La grande bellezza (Il Pagante feat. Carl Brave)                          | —           | Devastante                  |                |                      |
| 2022                                                         | Risalirai (Gemello feat. Carl Brave)                                      | —           | La quiete                   |                |                      |
| 2022                                                         | Bugia (Ski & Wok feat. Carl Brave)                                        | —           | Rockstar 99, pt. 2          |                |                      |
| 2022                                                         | Sparando alla luna (Ketama126 feat. Carl Brave e Pretty Solero)           | —           | Armageddon                  |                |                      |
| 2022                                                         | Marmellata (The Night Skinny feat. Rkomi, Pyrex, VillaBanks e Carl Brave) | 44          | - ITA: Oro                  | - ITA: 50 000+ | Botox                |
| 2023                                                         | Rehab (Rose Villain feat. Carl Brave)                                     | —           |                             |                | Radio Gotham         |
| 2025                                                         | Bosco verticale (Noemi feat. Carl Brave)                                  | —           | Nostalgia                   |                |                      |
| 2025                                                         | Antenne (Chicoria feat. Carl Brave e Side Baby)                           | —           | Due lettere dopo            |                |                      |
| "—" indica una pubblicazione non classificata in quel paese. |                                                                           |             |                             |                |                      |

## Video musicali
| Anno | Titolo               | Regista/i                                   |
| ---- | -------------------- | ------------------------------------------- |
| 2017 | E10                  | Filippo Lancellotti                         |
| 2018 | Fotografia           | —                                           |
| 2018 | Posso                | Matteo Di Gioia                             |
| 2019 | Merci                | Niccolò Berretta                            |
| 2019 | Vivere tutte le vite | YouNuts! (Antonio Usbergo e Niccolò Celaia) |
| 2020 | Che poi              | Fabrizio Conte e Filippo Perfido            |
| 2020 | Regina Coeli         | Alessandro Mancini e Lorenzo Ambrogio       |
| 2020 | Fratellì             | Lorenzo Signoretti                          |
| 2020 | Un'altra brasca      | Racoon Studio                               |
| 2020 | Parli parli          | Fabrizio Conte                              |
| 2021 | Regole               | Andrea Losa e Lorenzo Invernici             |
| 2021 | Makumba              | Simone Rovellini                            |
| 2022 | La svolta            | Roberto Cinardi                             |
| 2022 | Insulti              | Niccoló Berretta                            |
| 2022 | Cristo di Rio        | Fabrizio Conte                              |
| 2022 | Hula-Hoop            | Simone Rovellini                            |
| 2025 | Perfect              | Maurizio Zanieri                            |